# Vittoria Zanette
Pas d'image ? Cliquez ici

a Compétitions nationales et continentales officielles uniquement.

b Matchs officiels uniquement.
Vittoria Zanette, née le 29 novembre 2004 à Trévise (Italie), est une joueuse internationale italienne de rugby à XV qui évolue au poste de pilier. Elle joue en France, au Lyon OU.

## Biographie
Née le 13 novembre 1998 à Trévise en Italie, Vittoria Zanette pratique le lancer du poids à l'Atletica Villorba. En rugby à XV, elle a toujours joué au Villorba Rugby, en troisième ligne.[réf. nécessaire] Elle est sélectionnée en équipe nationale dès la catégorie des moins de 18 ans et participe notamment au « festival » des Six Nations à Édimbourg en avril 2022.
Pour sa première saison en senior, elle joue troisième ligne centre. Son équipe va jusqu'en finale (où elle est titulaire) mais s'incline face au Valsugana Padoue.
Au cours de la saison 2023-2024, elle est repositionnée en première ligne.[réf. nécessaire] Durant l'hiver, blessée, elle rate la sélection avec la franchise fédérale du Benetton Trévise. Au terme de la saison, elle est sacrée championne d'Italie avec son club.
Pendant l'été 2024, elle joue la Summer Series des moins de 20 ans à Parme, où les Italiennes remportent leurs trois rencontres. Elle inscrit trois essais et est nommée dans l'équipe type de la compétition en tant que remplaçante. Elle est ensuite convoquée en équipe d'Italie pour disputer la deuxième édition du WXV en Afrique du Sud. Elle y obtient sa première cape contre l'Écosse. À son retour, elle signe en Élite 1, au Lyon OU.[réf. nécessaire]

## Palmarès
- Finaliste du Championnat d'Italie en 2023.
- Vainqueur du Championnat d'Italie en 2024.